# Mad Max (banda)
Mad Max es una banda de Hard Rock proveniente de Münster, Alemania. En 1988, la banda consistía en Michael Voss (voz), Jürgen Breforth (guitarra), Roland Bergmann (bajo) y Axel Kruse (batería). En 1982 grabaron su primer disco. Se separaron en 1989. Voss y Breforth se reunieron y lanzaron un disco de reunión en 1999. A comienzos del 2015, el bajista Roland Bergmann abandonó la agrupación.

## Discografía
- Mad Max (1982), Massacre
- Rollin' Thunder  (1984), Metal Mind Productions
- Stormchild (1985), Axe Killer
- Night of Passion  (1987), Metal Mind Productions
- Never Say Never  (1999)
- Night of White Rock  (2006), AOR Heaven
- In White EP  (2006), AOR Heaven
- White Sands  (2007), AOR Heaven
- Here We Are  (2008), A-minor
- Welcome America (2010), A-minor
- Another Night of Passion (2012), SPV[4]
- Interceptor (2013), SPV